# نفيفة
نفيفة هي قرية أمازيغية جبلية مغربية وسط المملكة. تنتمي نفيفة لإقليم شيشاوة. تضم هذه القرية 5.455 نسمة (إحصاء 2004).